# San Miguel Chicaj
San Miguel Chicaj est une ville du Guatemala dans le département de Baja Verapaz.